# 後藤宏行 (俳優)
後藤 宏行（ごとう ひろゆき）は、大分県出身の俳優、ダンサー、演劇ユニットGフォース主宰者。数々の舞台・テレビ・映画に出演している。また空手家、合気道家でもある。
1997年に劇団OPAを立ち上げる。この劇団は、2007年の「熱海殺人事件」を最後に休止、かわって、プロデュースユニットのGフォースを立ち上げた。ヒューマンなコンテンツが特徴である。

## 公演歴
2008年
- 地蔵通りメルヘン商店街　作・丸尾聡　演出・後藤宏行
- The Last Wish　作・町山宏樹　演出・後藤宏行
- 常陸坊海尊　作・秋元松代　演出・後藤宏行
- 誰かが私を愛してる　作・児島秀樹 演出・後藤宏行

2009年
- The Kingdom of Entertainment
- BLOOD LINE LIVE IN WEST TOKYO
- 後藤紗亜弥1ST Message
- 春待つ町　作・加藤英雄　演出・後藤宏行　音楽・後藤紗亜弥
- TAKERU SPACE Vol.1

2010年
- G-force Thursday Live Vol.1
- G-force Thursday Live Vol.2
- G-force Thursday Live Vol.3
- The Kingdom of Ebtertainment
- 後藤紗亜弥　Are you happy?
- 幕末純情伝　作・つかこうへい　演出・後藤宏行
- BLOOD LINE song & dance live

2011年
- 飛龍伝
- The Kingdom of Entertainment 2011
- 「Soul Sign」「水野朋子物語」「タカナシ家、明日は晴れ。」
- BLODLINE & SOUL SIGN
- 飛龍伝再演
- SONOKO

2012年
- 熱海殺人事件　ザ・ロンゲスト・スプリング
- パーティー!アフターパーティー!!
- 銀ちゃんが、逝く
- The Kingdom of Entertainment2012
- 天使のおくりもの
- 加藤英雄三部作　連続上演
- BLOODLINE & soulsign specialLIVE! Vol.2
- 熱海殺人事件　最終バージョン　平壌から来た女刑事
- 七日目の朝に
- 近松門左衛門　一つ思いの恋
- 幕末純情伝

2013年
- ロマンス
- パーティー!アフターパーティー!!
- SoulSignスペシャルライブVOL.3
- 誰かが私を愛してる
- SoulSignスペシャルライブVOL.3再演
- 飛龍伝
- ムカイ先生の歩いた道
- 寝盗られ宗介

## 出演歴
テレビ
- 「仮面ライダーアギト」- 両野耕一
- 「西村京太郎サスペンス」
- 「はみだし刑事情熱系part6」
- 「かけおち」他。

映画
- 「香港映画ホーク」
- 「上海バンスキング」他。

CM
- 「ナショナル・これならおける」
- 「ユニマット」
- 旭化成ヘーベルハウス」他。

舞台
- ミュージカル「マグノリアの海賊」 - イシュトヴァーン
- 「ミュージカル西鶴」
- 「幻新撰組」
- 「王女メディア」
- 「元禄港歌」
- 「銀ちゃんが逝く」他。

## 参照
- Gフォースオフィシャルサイト